# Bobby Bare

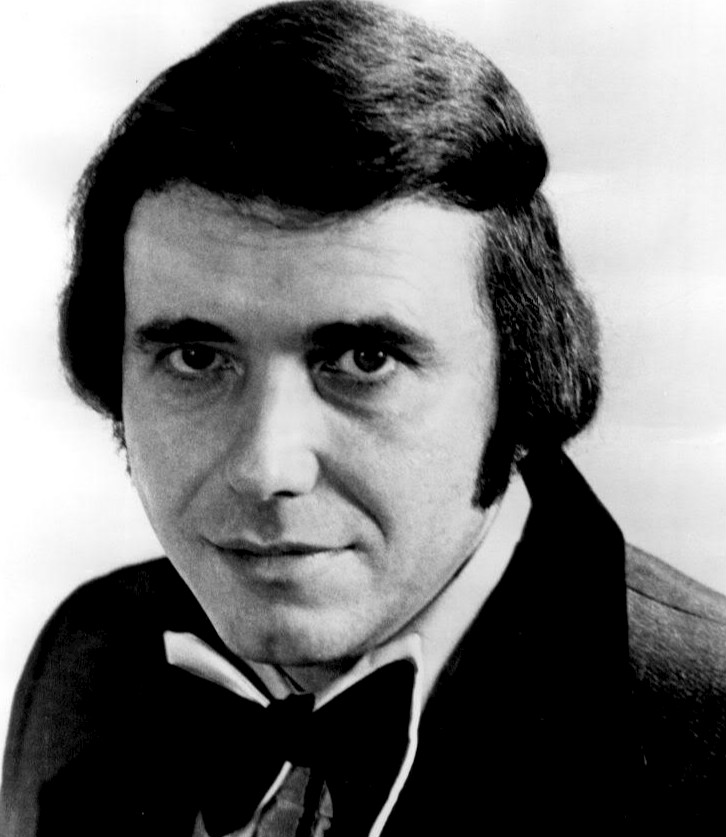
Bobby Bare, 1973

Robert Joseph „Bobby“ Bare (* 7. April 1935 in Ironton, Ohio) ist ein US-amerikanischer Country-Sänger und -Songwriter. Seine bekanntesten Songs sind Detroit City, 500 Miles away from Home und Marie Laveau.

## Leben

### Anfänge
Als Bare fünf Jahre alt war, starb seine Mutter, und seine Schwester wurde zur Adoption freigegeben. Sein Vater verdiente zu wenig, um seine Familie zu ernähren. Schon mit 15 Jahren sorgte Bobby selbst für seinen Unterhalt. Er arbeitete zunächst als Farmhelfer, später in verschiedenen Fabriken und nahm auch Gelegenheitsjobs an. Noch als Teenager besorgte er sich eine Gitarre und trat mit einer lokalen Band in Springfield auf. 1955 ging Bare nach Los Angeles und veröffentlichte zwischen Dezember 1956 und August 1957 bei Capitol seine ersten drei Singles.
1958 komponierte er den Song The All American Boy, eine Parodie auf den Rummel um Elvis Presleys Armeezeit und verkaufte ihn für 50 Dollar mit allen Rechten an das Fraternity-Label in der Hoffnung, man würde mit ihm eine Plattenaufnahme machen. Weil er jedoch kurz darauf selbst zur Armee eingezogen wurde, brachte die Plattenfirma die Demo-Version Bares im November 1958 als Platte heraus, auf der als Sänger Bill Parsons angegeben war. Es wurde eine der erfolgreichsten Country-Singles des Jahres, die darüber hinaus noch bis auf Platz 2 der Pop-Charts kletterte und auch in der britischen Hitparade mit Platz 22 erfolgreich war. Auch die nächste Single Buddies With The Blues, die im Juni 1959 erschien, wurde unter dem Pseudonym Bill Parsons veröffentlicht, was laut Plattenfirma notwendig war, weil zu diesem Zeitpunkt Bare noch bei Capitol-Records unter Vertrag war.

### Karriere
Nachdem Bare bisher als Country-Sänger aufgetreten war, beschloss er nach seiner Entlassung aus der Armee, sich künftig im Rock-’n’-Roll- bzw. Popbereich zu betätigen. Er beteiligte sich an den Tourneen von Roy Orbison und Bobby Darin und nahm eine Reihe von Platten bei verschiedenen kalifornischen Plattenfirmen auf. Nebenher schrieb er diverse Songs für andere Sänger und für Soundtracks (unter anderem für den Chubby-Checker-Film Teenage Millionaire).

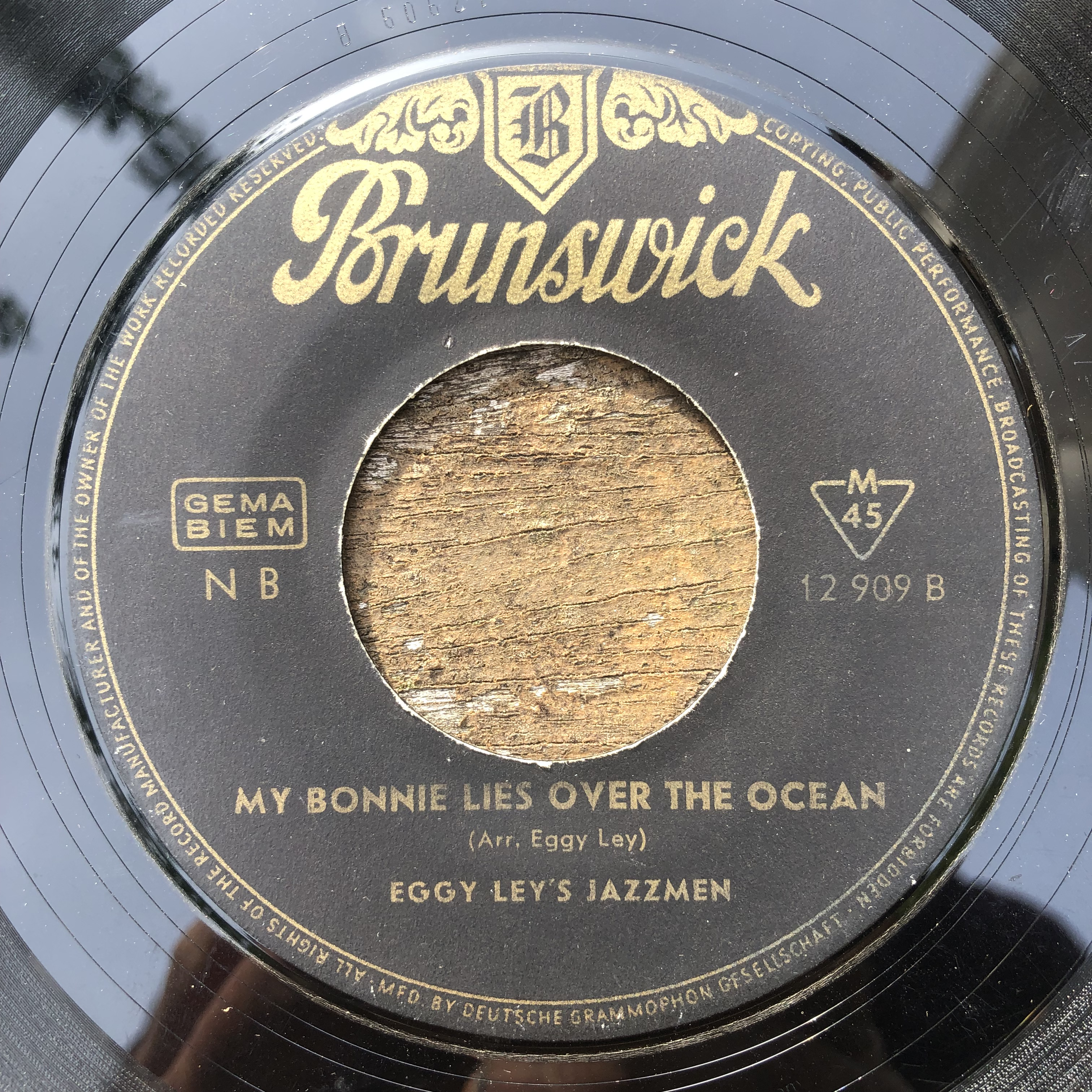
Bobby Bare: Detroit City

Da seine eigenen Platten wenig erfolgreich waren, kehrte er zur Country-Musik zurück und mischte sie mit Einflüssen aus dem Pop- und Folkbereich. 1962 holte ihn Chet Atkins zur RCA und nahm mit ihm den Titel Shame on Me auf; die Platte gilt als eine der ersten Nashville-Aufnahmen, die Konzessionen an den Pop-Bereich machte, indem Hörner verwendet wurden. Der Song erreichte im Sommer 1962 sowohl Platz 18 Country-Charts als auch Platz 23 der Pop-Charts. Im folgenden Jahr nahm Bare die Titel Four Strong Winds sowie Detroit City auf, mit denen er erneut sowohl in den Pop- als auch in den Country-Charts vordere Plätze erreichte. Für Detroit City wurde Bare 1964 mit einem Grammy ausgezeichnet. Seinen größten Charterfolg bis dahin hatte er mit 500 Miles from Home. Die Aufnahme kletterte bis auf Platz 10 der Pop- und Platz 5 der Country-Charts.
Mit dem Titel Detroit City kam Bare im Juli 1964 auch in die deutschen Charts, die Single hielt sich acht Wochen und erreichte Platz 40. In der Folgezeit veröffentlichte RCA eine Reihe deutschsprachiger Singles, wobei die erste mit dem Titel Alle glauben, dass ich glücklich bin im April 1965 in den deutschen Charts den Platz 26 belegen konnte.  1965 und 1966 erschienen noch drei weitere Singles für den deutschen Markt: Abilene, Das Haus auf der Sierra und Molly Brown, die jedoch alle keine Chart-Platzierungen erreichten.
Bare lernte den noch unbekannten Waylon Jennings auf einer Tour in Phoenix, Arizona kennen und setzte sich bei Atkins dafür ein, dass dieser ebenfalls einen Vertrag bei RCA bekam.
1968 hielt sich Bobby Bare für längere Zeit in England auf, wo er große Popularität genoss, und nahm dort mit der Liverpooler Band "The Hillsiders" eine Langspielplatte auf. Zurück in den USA wechselte Bare 1970 zum Mercury-Label. Er hatte sich wieder den Country-Songs zugewandt und konnte mehrere Titel unter die Top-10 der Country-Charts bringen. Nach einem kurzen Zwischenspiel bei United Artists Records ging er 1973 zu seiner alten Plattenfirma RCA zurück, wo eine erfolgreiche LP mit Songs des Komponisten Shel Silverstein eingespielte. Ein Jahr später hatte Bare mit Marie Laveau seine einzige Nummer-1-Country-Single. 1975 veröffentlichte Bare eine weitere Platte mit Silverstein-Songs, Bobby Bare and the Family Singin' in the Kitchen. Kurz nach der Aufnahme des Albums starb Bares Stieftochter Cari im Alter von 15 Jahren an einer Lungenkrankheit.
1977 schloss er einen Vertrag mit dem erfolgreichen Konzert-Promotor Bill Graham ab, der ihn „Springsteen der Country-Musik“ nannte. Graham sorgte dafür, dass er bei Studenten und auch in Kanada ein neues Publikum fand. 1980 nahm Bare erneut die Zusammenarbeit mit Silverstein auf, es entstand die Live-Collection Down and Dirty, die die Hits Numbers und Tequila Sheila beinhaltete. Bis in die 1980er Jahre hinein nahm Bobby Bare weiter Platten bei den verschiedensten Firmen auf.
Bobby Bare ist seit 1964 mit Jeannie Sterling, die früher Backgroundsängerin in seiner Band war, verheiratet, sie haben zwei Söhne. Bobby Bare Jr., geboren 1966, ist ebenfalls Musiker.

## Diskografie

### Alben
| Jahr | Titel                                                                      | Höchstplatzierung, Gesamtwochen, AuszeichnungChartplatzierungen (Jahr, Titel, Platzierungen, Wochen, Auszeichnungen, Anmerkungen) | Höchstplatzierung, Gesamtwochen, AuszeichnungChartplatzierungen (Jahr, Titel, Platzierungen, Wochen, Auszeichnungen, Anmerkungen) | Anmerkungen |
| Jahr | Titel                                                                      | US | Country | Anmerkungen |
| ---- | -------------------------------------------------------------------------- | --- | --- | ----------- |
| 1963 | “Detroit City” and Other Hits                                              | US119 (3 Wo.)US | Country9 (6 Wo.)Country |             |
| 1964 | 500 Miles Away from Home                                                   | US133 (5 Wo.)US | Country9 (9 Wo.)Country |             |
| 1964 | The Travelin’ Bare                                                         | — | Country14 (4 Wo.)Country |             |
| 1965 | Tunes for Two                                                              | — | — |             |
| 1966 | Talk Me Some Sense                                                         | — | Country6 (14 Wo.)Country |             |
| 1966 | The Streets of Baltimore                                                   | — | Country7 (13 Wo.)Country |             |
| 1967 | A Bird Named Yesterday                                                     | — | Country20 (7 Wo.)Country |             |
| 1967 | The Game of Triangles                                                      | — | Country18 (8 Wo.)Country |             |
| 1967 | This I Believe                                                             | — | Country17 (13 Wo.)Country |             |
| 1968 | The Best of Bobby Bare – Volume 2                                          | — | Country33 (3 Wo.)Country |             |
| 1968 | The English Country Side                                                   | — | Country29 (10 Wo.)Country |             |
| 1969 | (Margie’s At) The Lincoln Park Inn (And Other Controversial Country Songs) | — | Country39 (6 Wo.)Country |             |
| 1970 | This Is Bare Country                                                       | — | Country37 (6 Wo.)Country |             |
| 1971 | Where Have All the Seasons Gone                                            | — | Country44 (2 Wo.)Country |             |
| 1972 | What Am I Gonna Do?                                                        | — | Country19 (11 Wo.)Country |             |
| 1973 | I Hate Goodbyes / Ride Me Down Easy                                        | — | Country31 (10 Wo.)Country |             |
| 1974 | Bobby Bare Sings Lullabys, Legends and Lies                                | — | Country5 (30 Wo.)Country |             |
| 1974 | Singin’ in the Kitchen                                                     | — | Country36 (9 Wo.)Country |             |
| 1975 | Hard Time Hungrys                                                          | — | Country33 (8 Wo.)Country |             |
| 1976 | Cowboys and Daddys                                                         | — | Country21 (12 Wo.)Country |             |
| 1976 | The Winner and Other Losers                                                | — | Country18 (20 Wo.)Country |             |
| 1977 | Me and McDill                                                              | — | Country27 (9 Wo.)Country |             |
| 1978 | Bare                                                                       | — | Country44 (3 Wo.)Country |             |
| 1980 | Down & Dirty                                                               | — | Country21 (30 Wo.)Country |             |
| 1980 | Drunk & Crazy                                                              | — | Country47 (12 Wo.)Country |             |
| 1981 | As Is                                                                      | — | Country43 (11 Wo.)Country |             |
| 1982 | Ain’t got Nothin to Loose                                                  | — | Country29 (20 Wo.)Country |             |

grau schraffiert: keine Chartdaten aus diesem Jahr verfügbar

### Singles
| Jahr | Titel Album                                                                        | Höchstplatzierung, Gesamtwochen, AuszeichnungChartplatzierungen (Jahr, Titel, Album, Platzierungen, Wochen, Auszeichnungen, Anmerkungen) | Höchstplatzierung, Gesamtwochen, AuszeichnungChartplatzierungen (Jahr, Titel, Album, Platzierungen, Wochen, Auszeichnungen, Anmerkungen) | Höchstplatzierung, Gesamtwochen, AuszeichnungChartplatzierungen (Jahr, Titel, Album, Platzierungen, Wochen, Auszeichnungen, Anmerkungen) | Höchstplatzierung, Gesamtwochen, AuszeichnungChartplatzierungen (Jahr, Titel, Album, Platzierungen, Wochen, Auszeichnungen, Anmerkungen) | Anmerkungen                                                                          |
| Jahr | Titel Album                                                                        | DE | UK | US | Country | Anmerkungen                                                                          |
| ---- | ---------------------------------------------------------------------------------- | --- | --- | --- | --- | ------------------------------------------------------------------------------------ |
| 1958 | The All American Boy “Detroit City” and Other Hits                                 | — | UK22 (2 Wo.)UK | US2 (16 Wo.)US | — | als Bill Parsons Autor: Bobby Bare                                                   |
| 1962 | Shame on Me “Detroit City” and Other Hits                                          | — | — | US23 (12 Wo.)US | Country18 (8 Wo.)Country |                                                                                      |
| 1963 | Detroit City “Detroit City” and Other Hits                                         | DE40 (8 Wo.)DE | — | US16 (12 Wo.)US | Country6 (18 Wo.)Country | Autor: Mel Tillis Grammy (Country)                                                   |
| 1963 | 500 Miles Away from Home                                                           | — | — | US10 (11 Wo.)US | Country5 (16 Wo.)Country | Autoren: Bobby Bare, Curley Williams, Hedy West                                      |
| 1964 | Miller’s Cave                                                                      | — | — | US33 (7 Wo.)US | Country4 (17 Wo.)Country | 1960 ein Country-Hit für Hank Snow                                                   |
| 1964 | Have I Stayed Away Too Long                                                        | — | — | US94 (1 Wo.)US | Country47 (3 Wo.)Country | 1944 ein Hit für Perry Como; Autor: Frank Loesser                                    |
| 1964 | Four Strong Winds                                                                  | — | — | US60 (7 Wo.)US | Country3 (19 Wo.)Country |                                                                                      |
| 1965 | Alle glauben, daß ich glücklich bin                                                | DE26 (4 Wo.)DE | — | — | — |                                                                                      |
| 1965 | Times Are Gettin’ Hard Constant Sorrow                                             | — | — | — | Country30 (8 Wo.)Country | Autor: Bobby Bare                                                                    |
| 1965 | It’s Alright Constant Sorrow                                                       | — | — | — | Country7 (16 Wo.)Country |                                                                                      |
| 1965 | Just to Satisfy You Constant Sorrow                                                | — | — | — | Country31 (6 Wo.)Country | Original: Waylon Jennings                                                            |
| 1966 | Talk Me Some Sense                                                                 | — | — | — | Country26 (12 Wo.)Country |                                                                                      |
| 1966 | In the Same Old Way                                                                | — | — | — | Country34 (6 Wo.)Country | Autor: Spooner Oldham                                                                |
| 1966 | The Streets of Baltimore                                                           | — | — | — | Country5 (20 Wo.)Country |                                                                                      |
| 1966 | The Game of Triangles                                                              | — | — | — | Country5 (17 Wo.)Country | mit Liz Anderson & Norma Jean                                                        |
| 1966 | Homesick The Game of Triangles                                                     | — | — | — | Country38 (11 Wo.)Country |                                                                                      |
| 1967 | Charleston Railroad Tavern                                                         | — | — | — | Country16 (13 Wo.)Country |                                                                                      |
| 1967 | Come Kiss Me Love                                                                  | — | — | — | Country14 (16 Wo.)Country |                                                                                      |
| 1967 | The Piney Wood Hills                                                               | — | — | — | Country15 (13 Wo.)Country |                                                                                      |
| 1968 | Find Out What’s Happening English Country Side                                     | — | — | — | Country15 (11 Wo.)Country |                                                                                      |
| 1968 | A Little Bit Later On down the Line Talk Me Some Sense                             | — | — | — | Country14 (13 Wo.)Country | Autor: Chip Taylor                                                                   |
| 1968 | The Town That Broke My Heart                                                       | — | — | — | Country16 (12 Wo.)Country | Autor: Tom T. Hall                                                                   |
| 1969 | (Margie’s At) The Lincoln Park Inn Margie’s at the Lincoln Park Inn                | — | — | — | Country4 (17 Wo.)Country | Autor: Tom T. Hall                                                                   |
| 1969 | Which One Will It Be                                                               | — | — | — | Country19 (11 Wo.)Country |                                                                                      |
| 1969 | God Bless America Again This Is Bobby Bare                                         | — | — | — | Country16 (12 Wo.)Country | Autoren: Bobby Bare, Boyce Hawkins                                                   |
| 1970 | Your Husband, My Wife                                                              | — | — | — | Country22 (7 Wo.)Country | mit Skeeter Davis                                                                    |
| 1970 | How I Got to Memphis This Is Bare Country                                          | — | — | — | Country3 (16 Wo.)Country | Autor: Tom T. Hall                                                                   |
| 1971 | Come Sundown This Is Bare Country                                                  | — | — | — | Country7 (17 Wo.)Country | Autor: Kris Kristofferson                                                            |
| 1971 | Please Don’t Tell Me How the Story Ends Where Have All the Seasons Gone            | — | — | — | Country8 (15 Wo.)Country | Autor: Kris Kristofferson                                                            |
| 1971 | Short and Sweet I Need Some Good News Bad                                          | — | — | — | Country57 (9 Wo.)Country | Autor: Billy Joe Shaver                                                              |
| 1972 | What Am I Gonna Do                                                                 | — | — | — | Country13 (14 Wo.)Country | Autoren: Carole King, Toni Stern                                                     |
| 1972 | Sylvia’s Mother What Am I Gonna Do                                                 | — | — | — | Country12 (14 Wo.)Country | Original: Dr. Hook & the Medicine Show (1971)                                        |
| 1973 | I Hate Goodbyes I Hate Goodbyes/Ride Me Down Easy                                  | — | — | — | Country25 (11 Wo.)Country |                                                                                      |
| 1973 | Ride Me Down Easy I Hate Goodbyes/Ride Me Down Easy                                | — | — | — | Country11 (15 Wo.)Country | Autor: Billy Joe Shaver                                                              |
| 1973 | You Know Who I Hate Goodbyes/Ride Me Down Easy                                     | — | — | — | Country30 (13 Wo.)Country |                                                                                      |
| 1974 | Daddy What If Lullabys, Legends and Lies                                           | — | — | US41 (8 Wo.)US | Country2 (16 Wo.)Country | live aufgenommen mit seinem fünfjährigen Sohn Bobby Bare Jr. Autor: Shel Silverstein |
| 1974 | Marie Laveau Lullabys, Legends and Lies                                            | — | — | — | Country1 (18 Wo.)Country | Autoren: Shel Silverstein, Baxter Taylor                                             |
| 1974 | Where’d I Come From Singin’ in the Kitchen                                         | — | — | — | Country41 (8 Wo.)Country | mit Bobby Bare junior                                                                |
| 1975 | Singin’ in the Kitchen                                                             | — | — | — | Country29 (13 Wo.)Country | feat. Bobby & the Family Bare                                                        |
| 1975 | Back in Huntsville Again Hard Time Hungries                                        | — | — | — | Country23 (11 Wo.)Country | Autor: Shel Silverstein                                                              |
| 1975 | Alimony Hard Time Hungries                                                         | — | — | — | Country18 (12 Wo.)Country | Autor: Shel Silverstein                                                              |
| 1975 | Cowboys and Daddys                                                                 | — | — | — | Country29 (11 Wo.)Country |                                                                                      |
| 1976 | The Winner The Winner and Other Losers                                             | — | — | — | Country13 (14 Wo.)Country | Autor: Shel Silverstein                                                              |
| 1976 | Put a Little Lovin’ on Me The Winner and Other Losers                              | — | — | — | Country23 (11 Wo.)Country |                                                                                      |
| 1976 | Dropkick Me, Jesus The Winner and Other Losers                                     | — | — | — | Country17 (11 Wo.)Country |                                                                                      |
| 1977 | Vegas                                                                              | — | — | — | Country30 (9 Wo.)Country | Autor: Shel Silverstein mit Jeannie Bare                                             |
| 1977 | Look Who I’m Cheating On Tonight Me and McDill                                     | — | — | — | Country21 (14 Wo.)Country |                                                                                      |
| 1977 | Red-Neck Hippie Romance                                                            | — | — | — | Country85 (3 Wo.)Country |                                                                                      |
| 1978 | Too Many Nights Alone Bare                                                         | — | — | — | Country29 (11 Wo.)Country |                                                                                      |
| 1978 | Sleep Tight, Good Night Man Bare                                                   | — | — | — | Country11 (12 Wo.)Country |                                                                                      |
| 1979 | Healin’ Sleep Wherever I Fall                                                      | — | — | — | Country23 (11 Wo.)Country |                                                                                      |
| 1979 | Till I Gain Control Again                                                          | — | — | — | Country42 (8 Wo.)Country |                                                                                      |
| 1979 | No Memories Hangin’ Round                                                          | — | — | — | Country17 (12 Wo.)Country | Autor: Rodney Crowell mit Rosanne Cash                                               |
| 1980 | Numbers Down and Dirty                                                             | — | — | — | Country11 (14 Wo.)Country | Autor: Shel Silverstein                                                              |
| 1980 | Tequila Sheila Down and Dirty                                                      | — | — | — | Country31 (12 Wo.)Country | Autoren: Mac Davis, Shel Silverstein                                                 |
| 1980 | Food Blues Drunk and Crazy                                                         | — | — | — | Country41 (8 Wo.)Country | Autor: Shel Silverstein                                                              |
| 1981 | Willie Jones Drunk and Crazy                                                       | — | — | — | Country19 (12 Wo.)Country | Autor: Charlie Daniels                                                               |
| 1981 | Learning to Live Again As Is                                                       | — | — | — | Country28 (13 Wo.)Country | Autor: Bob McDill                                                                    |
| 1981 | Take Me As I Am (Or Let Me Go) As Is                                               | — | — | — | Country28 (11 Wo.)Country | Autor: Boudleaux Bryant                                                              |
| 1981 | Dropping Out of Sight As Is                                                        | — | — | — | Country35 (11 Wo.)Country | Autor: Tom T. Hall                                                                   |
| 1982 | New Cut Road As Is                                                                 | — | — | — | Country18 (16 Wo.)Country | Autor: Guy Clark                                                                     |
| 1982 | If You Ain’t Got Nothin’ (You Ain’t Got Nothin’ to Lose) Ain’t Got Nothin’ to Lose | — | — | — | Country31 (11 Wo.)Country |                                                                                      |
| 1982 | (I’m Not) A Candle in the Wind Ain’t Got Nothin’ to Lose                           | — | — | — | Country37 (11 Wo.)Country |                                                                                      |
| 1982 | Praise the Lord and Send Me the Money Ain’t Got Nothin’ to Lose                    | — | — | — | Country83 (3 Wo.)Country | Autor: Hugh Moffatt                                                                  |
| 1983 | It’s a Dirty Job                                                                   | — | — | — | Country30 (14 Wo.)Country | mit Lacy J. Dalton                                                                   |
| 1983 | The Jogger Drinkin’ from the Bottle                                                | — | — | — | Country29 (15 Wo.)Country | Autor: Shel Silverstein                                                              |
| 1983 | Diet Song Drinkin’ from the Bottle                                                 | — | — | — | Country69 (7 Wo.)Country | Autoren: Shel Silverstein, Charlie Daniels                                           |
| 1985 | When I Get Home                                                                    | — | — | — | Country53 (9 Wo.)Country |                                                                                      |
| 1985 | Reno and Me                                                                        | — | — | — | Country76 (4 Wo.)Country |                                                                                      |
| 1986 | Real Good                                                                          | — | — | — | Country67 (6 Wo.)Country |                                                                                      |

## Filmografie (Auswahl)
- 1964: Die blaue Eskadron (A Distant Trumpet)